# Direct Edge
Die Direct Edge war eine US-amerikanische Wertpapierbörse mit zwei separaten Plattformen – EDGA Exchange und EDGX Exchange. Sie hatte ihren Sitz in Jersey City, New Jersey, und fusionierte 2014 mit BATS Global Markets.
Ab März 2009 lag der Marktanteil von Direct Edge zwischen 9 % und 12 % des US-Aktienhandelsvolumens, und es wurden regelmäßig ein bis zwei Milliarden Aktien pro Tag gehandelt. Vor der Fusion kämpfte Direct Edge mit BATS Trading um den Titel des drittgrößten Aktienmarkts der USA, hinter der New York Stock Exchange und der NASDAQ.

## Geschichte
Das Unternehmen startete 1998 als elektronisches Kommunikationsnetzwerk (ECN) unter dem Namen Attain. 2005 wurden die Vermögenswerte von Attain von der Knight Capital Group übernommen und zwei Jahre später in Direct Edge ECN umbenannt. Die Ausgliederung brachte ein neues Management und neue Eigentümer mit sich – neben Knight wurden Citadel Derivatives Group und Goldman Sachs als Partner hinzugezogen.
Das in Privatbesitz befindliche Unternehmen fusionierte im August 2008 mit dem Börsenzweig der International Securities Exchange, behielt jedoch seine Marke und sein Management bei und plante, den Börsenstatus zu sichern. Am 23. Dezember 2008 wurde die ISE Stock Exchange eine hundertprozentige Tochtergesellschaft von Direct Edge Holdings und erwarb einen bedeutenden Anteil an Direct Edge.
Am 31. Januar 2014 schlossen BATS Global Markets und Direct Edge eine Fusion ab, wobei das fusionierte Unternehmen den Namen BATS Global Markets verwendete.